# Рајан Бејли (ватерполиста)
Рајан Бејли (енгл. Ryan Bailey; Лос Анђелес, 7. јул 1975) је амерички ватерполо играч и репрезентативац. 
За репрезентацију САД наступа од 1997. године, а на Олимпијским играма 2008. године освојио је сребрну медаљу. Играо је за Партизан две сезоне (2007–2009), а пре Партизана наступао је за хрватске клубове Југ и Јадран Сплит, руски Динамо Москва и грчки Паниониос.

## Клупски трофеји
- Првенство Хрватске 2003/04. -  Шампион са Југом
- Куп Хрватске 2003/04. - Победник са Југом
- Првенство Србије 2007/08. и 2008/09. -  Шампион са Партизаном
- Куп Србије 2007/08. и 2008/09. - Победник са Партизаном